# Иркутское сельское поселение
Иркутское сельское поселение  или Иркутское муниципальное образование — муниципальное образование со статусом сельского поселения в Куйтунском районе Иркутской области России.
Административный центр — Харик.

## Население
| 2010  | 2011  | 2012  | 2013  | 2014  | 2015  | 2016  |
| ----- | ----- | ----- | ----- | ----- | ----- | ----- |
| 2599  | ↘2586 | ↘2478 | ↘2441 | ↘2386 | ↘2360 | ↘2314 |
| 2017  |       |       |       |       |       |       |
| ↘2265 |       |       |       |       |       |       |

По результатам Всероссийской переписи населения 2010 года численность населения муниципального образования составила 2599 человек, в том числе 1241 мужчина и 1358 женщин.

## Населённые пункты
В состав муниципального образования входят населённые пункты
- Харик
- Ахтинский
- Листвянка
- Садовый
- Сосновский
- Степной
- Харчев[13]